# 파리 조약 (1814년)
파리 조약(Treaty of Paris)은 1814년 5월 30일 프랑스와 제6차 대프랑스 동맹 사이에 체결된 평화 조약이다. 제1차 파리 조약이라고 부르기도 한다.
나폴레옹 전쟁이 진행 중이던 1814년 5월 30일 프랑스, 영국(그레이트브리튼 아일랜드 연합왕국), 러시아 제국, 오스트리아 제국, 프로이센 왕국 사이에 조약이 체결되었다. 1814년 7월에는 포르투갈, 스웨덴, 스페인이 이 조약에 서명했다.
이 조약에 따라 1814년 9월부터 1815년 6월까지 이 조약의 세부 사항에 관한 빈 회의가 개최되었지만 회의 진행 도중에 일어난 나폴레옹 보나파르트의 백일천하로 인해 1815년 제2차 파리 조약(1815년 파리 조약)이 체결되기에 이른다.

## 조약 내용
- 프랑스는 나폴레옹이 점령한 지역을 모두 포기하고 1792년 1월 1일 당시의 국경선을 유지한다.
- 영국은 프랑스의 식민지였던 모리셔스, 몰타, 토바고 섬, 세인트루시아를 새로운 식민지로 편입한다.
- 프랑스는 강대국들에 대한 배상 의무를 면제한다.

## 같이 보기
- 나폴레옹 전쟁
- 빈 회의
- 퐁텐블로 조약 (1814년)
- 파리 조약 (1815년)